# Mala Subotica
Mala Subotica  è un comune della Croazia di 5 676 abitanti della Regione del Međimurje.